# Aethiothemis mediofasciata
Aethiothemis mediofasciata är en trollsländeart som beskrevs av Friedrich Ris 1931. Aethiothemis mediofasciata ingår i släktet Aethiothemis och familjen segeltrollsländor. IUCN kategoriserar arten globalt som otillräckligt studerad. Inga underarter finns listade i Catalogue of Life.